# Bodo Cichy
Bodo Cichy (* 12. Juli 1924 in Stuttgart; † 29. Dezember 2003 in Leinfelden-Echterdingen) war ein deutscher Kunsthistoriker, Archäologe und  Denkmalpfleger, der vor allem in Baden-Württemberg tätig war.

## Leben
Cichy ging in Ulm zur Schule. Im Zweiten Weltkrieg war er zuletzt Führer einer Fallschirmjäger-Sturmkompagnie und von 1945 bis 1949 in englischer Kriegsgefangenschaft. Anschließend studierte er zunächst Architektur und Kunstgeschichte in Stuttgart und wechselte 1949 an die Universität Tübingen, wo er neben Kunstgeschichte Vor- und Frühgeschichte und Klassische Archäologie studierte. Dabei nahm er unter der Leitung von Kurt Bittel auch an den Ausgrabungen auf der Heuneburg teil. Er wurde 1952 in Kunstgeschichte mit einer Dissertation zur frühenglischen Kathedralgotik bei Dagobert Frey und Georg Weise promoviert.
Nach dem Studium arbeitete er zunächst bei Verlagen. Von 1961 bis 1967 übernahm er für das damalige Staatliche Amt für Denkmalpflege Aufträge für Grabungen und Bauforschungen. 1964 führte er Ausgrabungen in der Galluskirche in Brenz an der Brenz durch, bei denen der Nachweis einer merowingerzeitlichen Holzkirche gelang. Er führte weitere Grabungen im Bereich der damals noch nicht institutionalisierten Mittelalterarchäologie durch, so in der Martinskirche in Langenau, der Walterichskapelle in Murrhardt. Er war auch verantwortlich für die ersten größeren Ausgrabungen im römischen Kastell Heidenheim.
1967 wurde er am Staatlichen Amt für Denkmalpflege Referent für Bau- und Kunstdenkmalpflege in Nordwürttemberg, nach der Gründung des Landesdenkmalamtes Baden-Württemberg 1972 wurde er Leiter der Abteilung Bau- und Kunstdenkmalpflege. 1983 schied er aus gesundheitlichen Gründen vorzeitig aus dem Amt aus.

## Publikationen (Auswahl)
- Innenarchitektonische Sonderformen der frühgotischen Kathedralbaukunst in England. Dissertation Tübingen 1952.
- Baukunst in Europa. Von den Griechen bis zum 19. Jahrhundert. R. Kohlhammer, Zürich 1960.
- Murrhardt. Sagen, Steine, Geschichte. Murrhardt 1963.
- Baukunst der alten Hochkulturen. Anfänge und erste Blütezeiten der Baukunst. Essen 1965.
- Die Kirche von Brenz. Heidenheim 1966; 2. veränderte Auflage 1975; 3. überarbeitete Auflage 1991.
- Das römische Heidenheim. Heidenheim 1971.
- Rudolf Yelin 1864–1940. Seine Zeit, sein Leben, sein Werk. Verein für christliche Kunst in der evangelischen Kirche Württembergs, Stuttgart 1987.